# Surface (serial)
Surface (denumit original Fathom) este un serial de televiziune științifico-fantastic care  a avut premiera la 19 septembrie 2005 pe NBC. Primele 10 episoade au fost întrerupte din cauza Olimpiadei de Iarnă din 2006 care a fost transmisă de NBC. Din 2 ianuarie 2006 au fost transmise următoarele cinci episoade. La 15 mai 2006 oficiali NBC au anunțat că serialul a fost anulat, lăsând scenariul filmului neterminat.

## Prezentare
În timpul unei scufundări de rutină în nordul Oceanului Pacific, California, oceanograful Laura Daughtery (Lake Bell) este atacată de o formă de viață necunoscută care pare a ieși dintr-un tunel adânc de peste 2 km aflat pe fundul oceanului. Miles Barnett (Carter Jenkins), un adolescent din Carolina de Nord, găsește în timpul unei partide de pescuit o grămadă de ouă care plutesc la suprafața apei. După ce aruncă un ou în acvariul său, din acesta iese un pui care mănâncă pește și luminează. Între timp, Richard Connelly (Jay R. Ferguson), un pescar din Louisiana, își pierde fratele într-un accident subacvatic după ce acesta e tras de o creatură necunoscută în Golful Mexic.

## Distribuție
- Lake Bell  : Dr Laura Daughtery
- Jay R. Ferguson : Richard « Rich » Connelly
- Carter Jenkins : Miles Barnett
- Leighton Meester : Savannah Barnett
- Ian Anthony Dale : Davis Lee
- Eddie Hassell : Phil Nance
- Ric Reitz  : Ron Barnett
- Louanne Cooper : Sylvia Barnett
- Kelly Collins Lintz  : Tracy Connelly
- Rade Šerbedžija : Doctor Aleksander Cirko

## Episoade
1. There's something strange going on in the world's oceans
2. The mystery of the ocean is now on land
3. Things are heating up under the ocean
4. It is time to track these unidentified species
5. Who turned out the lights
6. Another one bites the dust
7. On the run
8. Submersible Setback
9. Race against time
10. Laura and Rich return from plunge to the ocean floor - with no boat in sight
11. The story's out
12. Fugitives on the run
13. Experiment gone awry
14. Fears are rising
15. Who will be left behind?

## Lista țărilor în care a fost transmis
- Albania: Digitalb
- Argentina: Canal 13, în spaniolă, luni-vineri(din martie 2009).
- Australia: Network Ten, Sci Fi Channel
- Belgia: RTL-TVI
- Brazilia: Rede Record, Universal Channel
- Canada: CH, Space
- Columbia: Citytv Bogotá
- Croația: RTL Televizija (titlu în croată: Stvorenja)
- Chile: Red TV
- Danemarca: Canal+, DR1
- Dominicană, Republica: Teleantillas (Canal 2)
- Franța: Canal+, TF1
- Finlanda: Canal+, Sub, MTV3
- Germania: ProSieben (German title: Surface - Unheimliche Tiefe)
- Grecia: Alter (titlu în greacă: Άγνωστος Εχθρός - Unknown Enemy)
- Ungaria: TV2
- India: Star World (din 2008)
- Israel: yesSTARS
- Italia: Sky Uno, Italia 1
- Letonia: TV6
- Lituania: TV6
- Macedonia: Kanal 5 (Macedonia), (titlu în macedoniană: Суштества)
- Malaezia: TV3
- Mauritius: MBC3
- Mexic: Universal Channel
- New Zealand: TV3 (din 2007)
- Netherlands: Veronica (din mai 2008)
- Norvegia: Canal+ și TvNorge (din 2007)
- Paraguay: Canal 9 SNT
- Peru: America TV
- Polonia: Canal+ Poland, TVN Siedem and TVN (titlu în poloneză: Na powierzchni - On the Surface)
- Portugal: TVI, Fox
- Rusia: Canalul 1
- România: Antena 1
- Saudită, Arabia: ShowSeries 1
- Serbia: RTS2
- Singapore: StarWorld Ch18, Starhub Cable. (luni-vineri, din 10 martie 2008)
- Slovenia: Supernova, POP TV
- Slovacia: STV 1 (luni-vineri, din sept. 2008)
- Spania: laSexta
- Sri Lanka: DialogTV
- Suedia: Canal+, tv400
- Turcia: Dizimax
- Unit, Regatul: ITV1 joile din 23 iulie 2009 - 30 octombrie 2009 ITV2. Episodul-pilot pe ITV1
- Unite, Statele: NBC, UniversalHD

## Legături externe
- Surface la Allmovie
- Surface Arhivat în 17 iunie 2013, la Wayback Machine. la TV.com
- Surface la Internet Movie Database
- http://www.cinemagia.ro/filme/surface-20071/